# Batthyány Boldizsár (alországbíró)

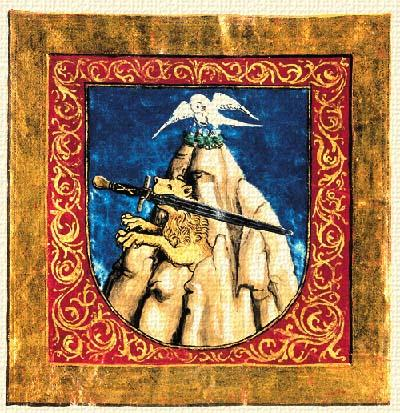
Batthyány Boldizsár és Benedek 1500. december 12-én Budán II. Ulászlótól kapott címere

Németújvári Batthyány I. Boldizsár (fl. 1452–1520), alországbíró, szavóniai vicebán, a királyi tanács ülnöke, földbirtokos.

## Élete
Az ősrégi dunántúli nemesi németújvári Batthyány családnak a sarja. Apja Batthyány András (fl. 1438–1449), földbirtokos, anyja szerdahelyi Imreffy Veronika (fl. 1458). Az apai nagyszülei Batthyány Albert (fl. 1397–1434), földbirtokos, és thapsoni Anthymus Klára (fl. 1435–1453) voltak; Batthyány Albertné Anthymus Klárának az apja thapsoni Anthymus János (fl. 1368–1429), aki a Magyar Királyság alnádora 1408 és 1419 között, szlavón vice-bán és kőrösi ispán 1397-ben volt. Az anyai nagyszülei a Győr nemzetségbeli Szerdahelyi Imre (fl. 1411–1444), földbirtokos és a Gussics nemzetségbeli Korbáviai Katalin voltak. Leánytestvére Batthyány Krisztina (fl. 1495–1522), akinek a férje Keresztúri Miklós (fl. 1495–1419), földbirtokos. Apai nagynénje Batthyány Margit (fl. 1435–1465), akinek a férje Gerebeni Hermanfi István (fl. 1443–1453), földbirtokos, Grebeni Hermanfi László (fl. 1430-1490) a Magyar Királyság alnádorának a fivére.
Batthyány Boldizsár királyi aulicus 1475 és 1499 között, kőszegi királyi várnagy 1483 és 1490 között. 1492-ben szlavóniai adószedőként (dicator) működött, majd a király kétszer is boszniai (jajcai) bánná nevezte ki. Először 1493-tól három évig vezette Beriszló Ferenccel együtt Jajcát 1495-ig, másodszor, 1502/1503-ban azonban úgy látszik, hogy már nem vette át a parancsnokságot az oszmán hadaktól erősen szorongatott végvárban. A zavaros szlavóniai állapotok, a gyakran változó, sőt egymással szembenálló bánok közepette szinte ő képviselte az állandóságot.
II. Ulászló magyar király 1500. december 12-én címert adományozott Batthyány Boldizsárnak és Benedeknek, elsősorban Boldizsár követségek alkalmával és Jajca 1490. évi védelmében, valamint I. Mátyás magyar király szolgálataiban szerzett érdemeire tekintettel. 1501 és 1502 között a királyi tanács köznemesi ülnöke. 1506 és 1508 között ismét adószedő volt unokatestvére, alapi Batthyány Benedek kincstartó (Alapi András és Batthyány Margit fia) szolgálatában, majd 1508 őszétől 1517-ig Ernuszt János, majd Perényi Imre, később Beriszló Péter szlavóniai vicebánja, 1517-ben pedig ismét adószedő. Közéleti pályafutását 1518 és 1520 között alországbíróként fejezte be Újlaki Lőrinc országbíró mellett.

## Házasságai és leszármazottjai
Első felesége Grebeni Hermanfi Ilona (fl. 1480–1505) kisasszonyt minden bizonnyal 1480. január 3. előtt vette el; a menyasszonynak az apja Grebeni Hermanfi László (fl. 1430–1490), a Magyar Királyság alnádora 1486. és 1490 között, szlavóniai vicebán 1467 és 1470, majd 1473 és 1475 között. Batthyány Boldizsár és Grereben Ilona frigyéből született:
- Batthyány II. Boldizsár (fl. 1491–1525), II. Lajos királyi kamarása (1520), földbirtokos. Hitvese: Mulner Katalin (fl. 1509), akinek a szülei a jómódú Mulner Erhard (fl. 1489-1516) budai polgár, a Krisztus Teste céh elöljárója (1516), és Baratin Zsófia, Baratin Lukács zágrábi püspöknek a húga voltak.[8]
- Batthyány Ferenc (Buda, 1497. október 28. – Németújvár, 1566. november 28.) magyar főúr, katona, horvát bán (Horvátország, Szlavónia és Dalmácia országrészeké). Hitvese: nemes Svetkovics Katalin.
- Batthyány Perpetua. Férje: szerdahelyi Dersffy Miklós, földbirtokos.
- Batthyány Ágnes (fl. 1508–1526). Férje: a Both családnak a sarja, bajnai Both Ferenc (fl. 1492–1526), Szlavónia adószedője, hadvezér, földbirtokos, akinek az apja bajnai Both János (fl. 1481–1493), Dalmát Horvát és Tótország bánja 1493-ban, Illíria kormányzója, hadvezér, földbirtokos. Both Ferenc és Batthyány Ágnes fia: bajnai Both György (fl. 1508–†1552), zalai adószedő, hadvezér, földbirtokos.

Grebeni Ilona halála után Batthyány Boldizsár feleségül vette nagylucsei Dóczy Ilonát, később geresgáli Batthyány Margitot, és a negyedik felesége Kanizsai Klára lett.